# 蘭嶼山欖
蘭嶼山欖（学名： Planchonella duclitan； 達悟語:Makazat）为山欖科山欖屬下的一个种。

## 扩展阅读
- 維基物種上的相關：蘭嶼山欖

1. ↑  Olander, S.B.; Wilkie, P. . The IUCN Red List of Threatened Species. 2019, 2019: e.T138231531A138315038  [20 November 2021]. doi:10.2305/IUCN.UK.2019-2.RLTS.T138231531A138315038.en .